# Калюбин, Сергей Юрьевич
Сергей Юрьевич Калюбин (14 января 1979) — киргизский и казахстанский футболист, защитник и полузащитник. Выступал за сборную Кыргызстана.

## Биография

### Клубная карьера
Начал выступать на взрослом уровне в 1995 году в высшей лиге Кыргызстана за бишкекское «Динамо». В составе этого клуба провёл около ста матчей и стал трёхкратным чемпионом Кыргызстана (1997, 1998, 1999), серебряным призёром (2000), финалистом Кубка Кыргызстана (1995). Зимой 1998/99 играл в чемпионате Индии за ИТИ (Бангалор).
В начале сезона 2000 года перешёл в казахстанский клуб «ЦСКА-Кайрат». Дебютный матч в высшем дивизионе Казахстана сыграл 16 апреля 2000 года против клуба «Акмола» (Кокчетав), а первый гол забил 20 мая 2000 года в ворота карагандинского «Шахтёра». Всего в своём первом сезоне в Казахстане сыграл 11 матчей, забив один гол, и в августе 2000 года вернулся в бишкекское «Динамо».
В 2001 году играл за «Мангыстау» в высшей лиге Казахстана, а в 2002 году — за «Экибастузец» в первой лиге, где стал победителем. Затем играл в высшей лиге за «Есиль»/«Окжетпес» (Кокчетав), «Есиль-Богатырь» (Петропавловск), «Ордабасы» (Чимкент), «Энергетик» (Павлодар). 15 октября 2005 года в матче «Есиль-Богатырь» — «Булат» (7:0) сделал хет-трик. В конце карьеры выступал в первой лиге за «Гефест» и «Кызыл-Жар СК» (Петропавловск).
Всего в высшей лиге Казахстана сыграл 159 матчей и забил 14 голов.

### Карьера в сборной
В национальной сборной Кыргызстана сыграл единственный матч 13 июня 1997 года в отборочном турнире чемпионата мира против сборной Мальдив (6:0).
В 1999 году выступал за олимпийскую сборную Кыргызстана в отборочном турнире Олимпиады-2000.

## Личная жизнь
Брат Владимир (род. 1986) тоже был футболистом и играл за сборную Кыргызстана.